# 菱角
菱角是多種千屈菜科菱亞科菱屬的水生植物，果實可以食用。
属名Trapa来源于拉丁词calcitrapa，是一种古代四刺的武器，状如蒺藜，比喻菱果实具4角。

## 下属物种
菱属包括以下物种：
- Trapa alabamensis Berry, 1914
- Trapa americana Knowlton, 1898
- Trapa angulata Brown, 1962
- 乌菱 Trapa bicornis Flerow, 1925
- Trapa bicornis L.f., 1782
- Trapa borealis Heer, 1869
- Trapa caucasica
- Trapa cuneata Knowlton, 1900
- Trapa hungarica Flerow, 1925
- 细果野菱 Trapa incisa Siebold & Zucc.
- 四角大柄菱 Trapa macropoda 
  - 二角大柄菱 Trapa macropoda var. bispinosa W. H. Wan
- Trapa microphylla Lesquereux, 1875
- Trapa mohgaoensis Paradkar & Patki, 1987
- 欧菱 Trapa natans L.,菱角
  - 鬼菱 Trapa natans var. japonica Nakai 1942
- Trapa occidentalis Knowlton, 1898
- Trapa pseudincisa Nakai
- Trapa rossica
- Trapa uncinata Z.S.Diao
- Trapa wilcoxensis Berry, 1914
- Trapa wolgensis Vasn'ev, 1973

## 生長

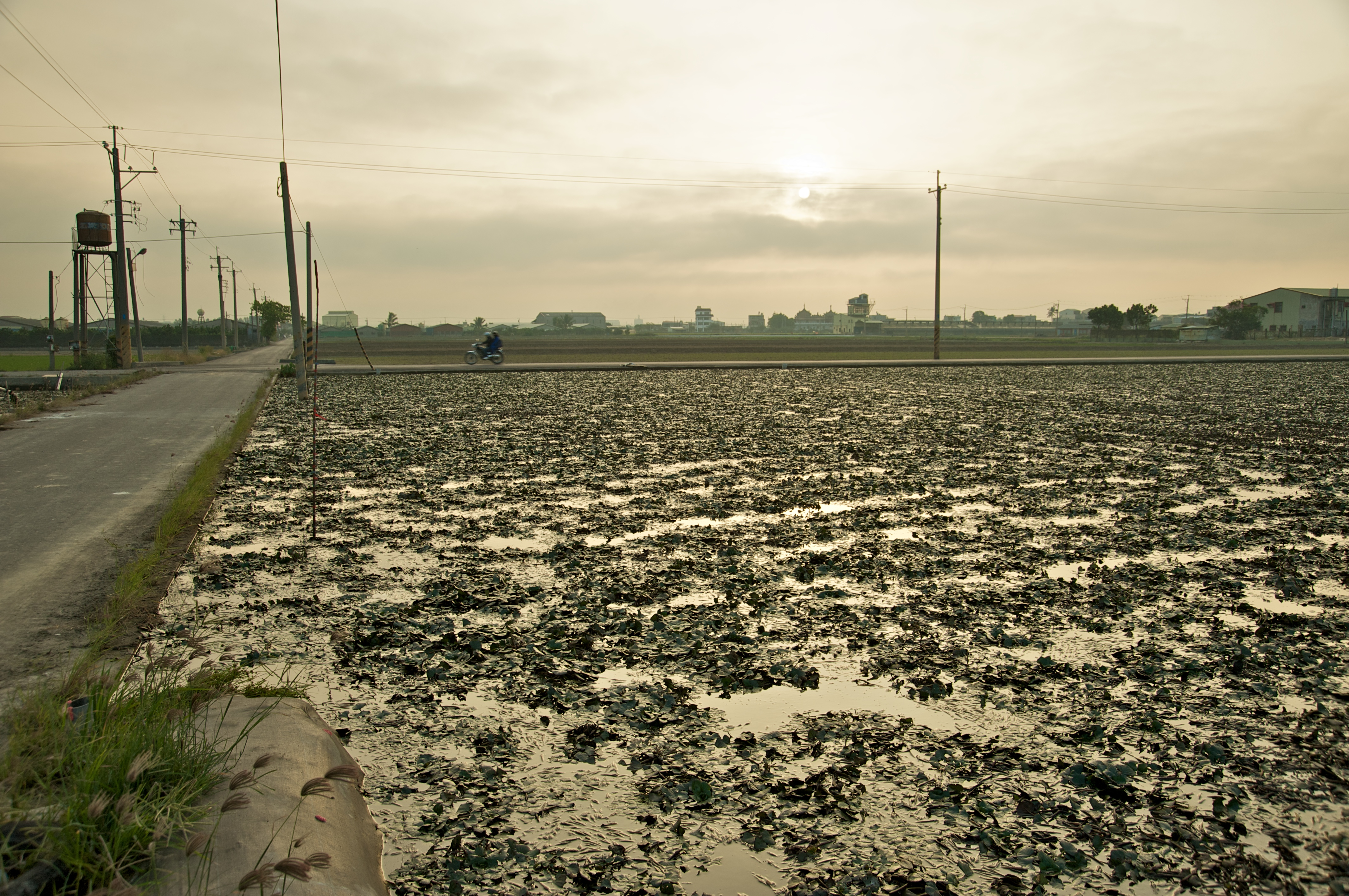
台南市台灣菱角田

菱角原生於歐洲與亞洲，是一年生草本的浮葉性水生植物，一般栽種於溫帶氣候的濕泥地中，如池塘、沼澤地。氣候不宜過冷，最佳在25摄氏度到36摄氏度。水深要有60公分。分為鈍角短刺與銳角長刺兩個品種。或也分為深水菱（顏色較深）和淺水菱（顏色較淺）兩種。在中國南方，稻田在第一期收割後，經常會栽種菱角幼苗，並在水田中放入泥鰍一起飼養。一株幼苗大約可結80朵花，而每朵花經常會結出8到12個果實，也就是可食用的菱角。產量相當大。
菱角的盛產期是9到11月間，在5到8月時也有產量，但量比較少。農夫從種下菱角幼苗到菱角開花結果收成，通常需要90到120天，採收之後依菱角的重量篩選，重者為優品。
菱角的葉片顏色為深墨綠色，葉柄肥而且中空，形成氣囊，以利浮於水面上，葉型成小塊菱狀。花則藏在葉片中，顏色為白色，體積較小，會隨著陽光轉動，就像是向日葵一樣。在花落後，在水裡長出堅果，形成兩個帶尖刺的菱角，初結果時生出的小菱角是綠色的，等到長大成暗紅色，就可收割了，以臺灣為例，除了烏菱外，尚還有彎角菱、四角菱及野菱等四種主要常見的菱角，另外值得一提的是，菱角也有一些特别的品种，它到成熟时，仍然为绿色，如南湖菱。

## 食用歷史

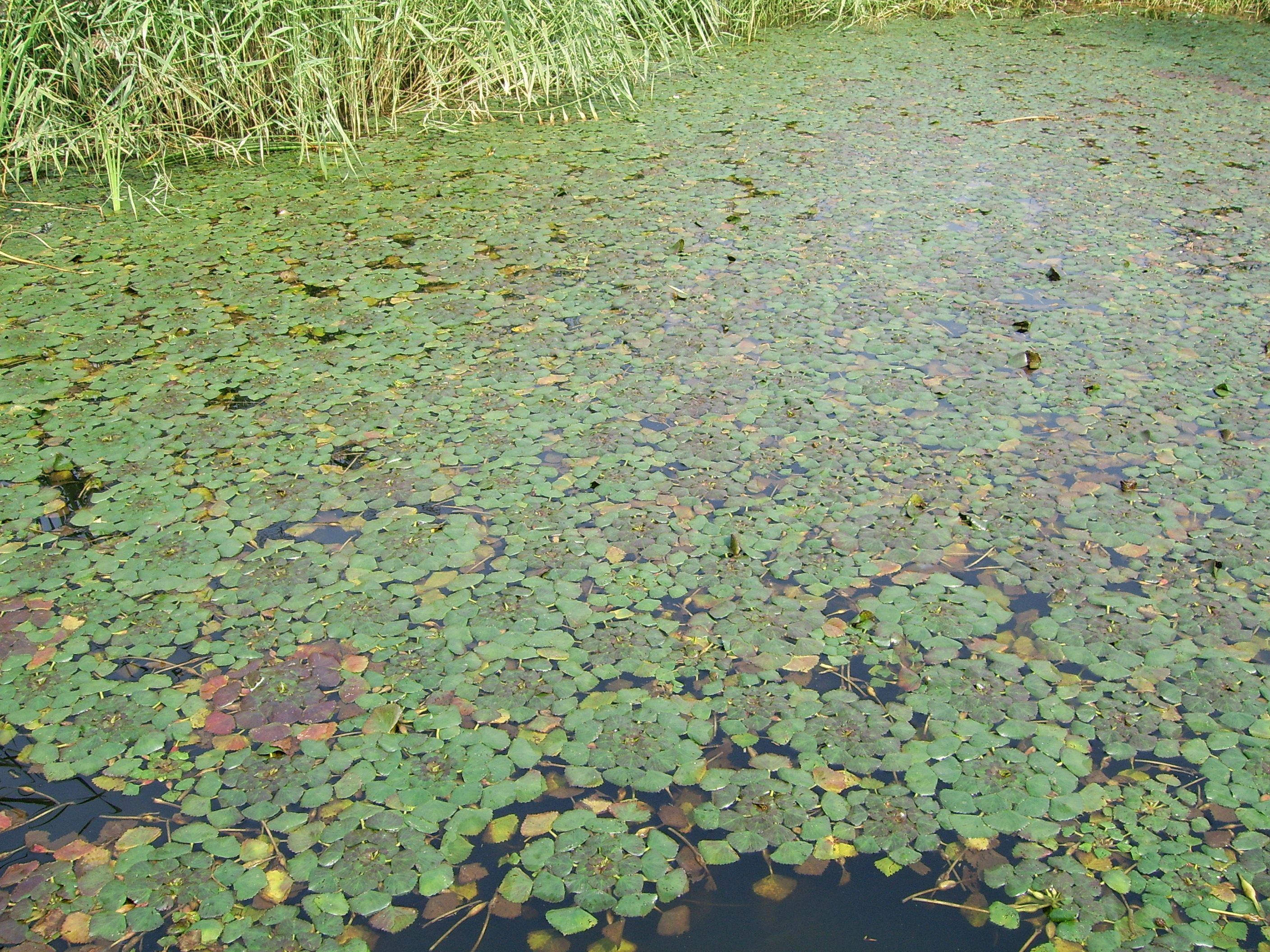
湖面上的菱角

### 中國
中國人食用菱角的歷史相當悠久，在周朝時，它就是祭祀典禮上的重要食品。《周禮》中曾提到：「加籩之實，菱芡栗脯」。菱角在中醫典籍中稱之為「芰實」、有時因其味嚐起來與栗子類似、也稱做「水栗子」（英語中也有此俗稱：Water Chestnut）、而成熟時的暗紅色或黑色，所以菱角也稱為「烏菱」或「紅菱」。
在中醫上，菱角屬涼性食物，可以幫助胃腸消毒解熱。《備急千金要方》卷79《食治．果實第二》提到了「芰實，味甘辛，平，無毒。安中，補五臟，不飢，輕身。一名菱。黃帝云：七月勿食生菱。」而《本草備要》中也提到：「瀉解暑、止渴。也甘寒安中消暑止渴解酒，有兩角、三角、四角，老嫩之殊。」在《武陵記》中也曾提到過去中國將三角、四角者的菱花果實稱為「芰」，兩角者才稱為「菱」。一般菱角都是剝殼出售，可買來煮湯。然而菱角殼和菱葉也是中醫認為可食用的藥材之一。

### 印度
在印度，當地人會用沙來炒熟菱角來吃。

### 欧洲
在德国南部的考古发现，史前时代此地区曾大量使用菱角作为日常食品。直到1880年欧洲各地都可以买到菱角。意大利北部直到今日仍然有烤菱角。然而今日欧洲已经很少见到菱角了。可能因为气候的改变，水环境营养成分的改变，连接沼泽湿地湖泊的排水沟渠等。

### 美国
1847年引入北美后，在美国东部流出。对从佛蒙特州到维吉尼亚州的地区造成外来生物入袭。

## 菱角與文學
「採紅菱」是中國江南很著名的民歌，曾被鄧麗君傳唱，歌詞敘述情人划船採收菱角的心情，將菱角對稱的兩個同生的角，喻為情人同心。
有關菱角的繞口令：吃菱角，剝菱殼，菱殼丟在北壁角。不吃菱角不剝殼，菱殼不丟北壁角。

## 菱角鳥
亦即水雉，為前台灣臺南縣縣鳥，主要棲息於湖泊沼澤地，但因通常出沒於菱角田故稱，別稱凌波仙子。因台南市官田區產菱角，故現為其主棲地（見葫蘆埤）。

## 主要產地
- 台灣台南市官田區，產烏菱變種台灣菱。
- 台灣高雄市左營區，產烏菱變種台灣菱。
- 中國大陆地区浙江省嘉兴市產南湖菱。
- 中國大陆地区江苏省苏州市產红菱。

## 外部連結
- 菱, Ling （页面存档备份，存于）藥用植物圖像數據庫 (香港浸會大學中醫藥學院) （繁體中文）（英文）
- Species Profile- Water Chestnut (Trapa natans) （页面存档备份，存于）, National Invasive Species Information Center, United States National Agricultural Library. Lists general information and resources for Water Chestnut.

## 延伸阅读
[在维基数据编辑]
 《欽定古今圖書集成·博物彙編·草木典·菱部》，出自陈梦雷《古今圖書集成》